# Rainette aux yeux rouges
Agalychnis callidryas
Espèce
Synonymes
- Hyla callidryas Cope, 1862
- Agalychnis helenae Cope, 1885
- Agalychnis callidryas taylori Funkhouser, 1957

Statut de conservation UICN

 LC  : Préoccupation mineure
Statut CITES
Agalychnis callidryas, la Rainette aux yeux rouges, est une espèce d'amphibiens de la famille des Phyllomedusidae.

## Description
Agalychnis callidryas mesure jusqu'à 59 mm pour les mâles et jusqu'à 77 mm pour les femelles. Sa face dorsale varie du vert feuille au vert foncé. Ses flancs sont bleu foncé, violet ou brun et sont marquées de barres obliques verticales jaunes ou crème. Ses membres sont teintés de bleu ou d'orange. Sa face ventrale est blanche. Ses yeux, globuleux, sont rouges et ont des pupilles verticales. La peau de son dos comme de son ventre est lisse. Les juvéniles sont capables de changer de couleur passant du vert le jour à violacé ou brun rougeâtre la nuit. Leurs yeux sont davantage jaunes que rouges et leurs flancs sont dépourvus de marques claires.
Ses yeux rouges aux pupilles verticales sont à l'origine de son nom. Ses mœurs sont nocturnes. Ses prédateurs sont des oiseaux nocturnes, des chauves-souris et des serpents qui la consomment malgré la présence de substances toxiques dans sa peau.

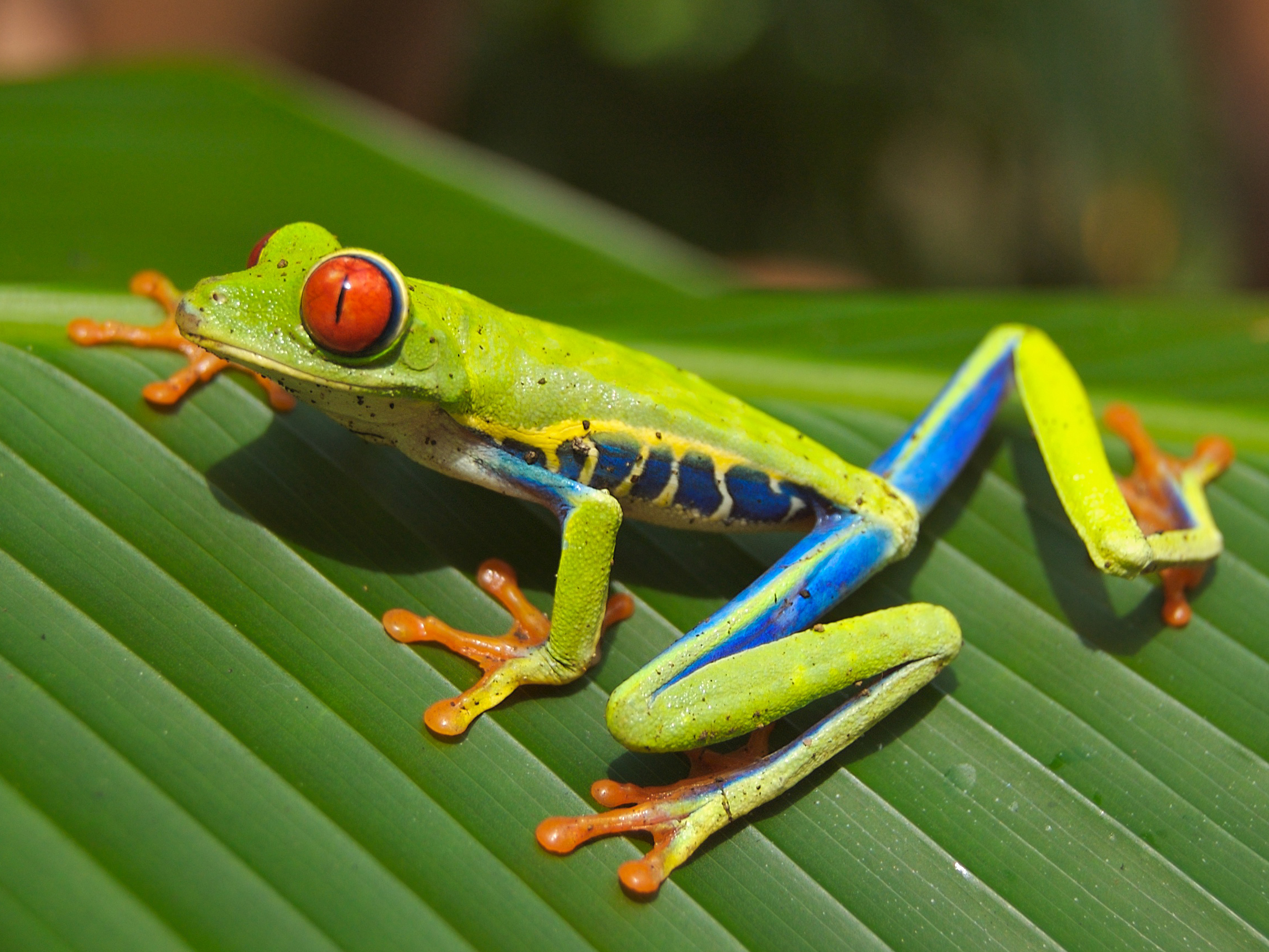
Une rainette aux yeux rouges (Agalychnis callidryas) au Costa Rica.
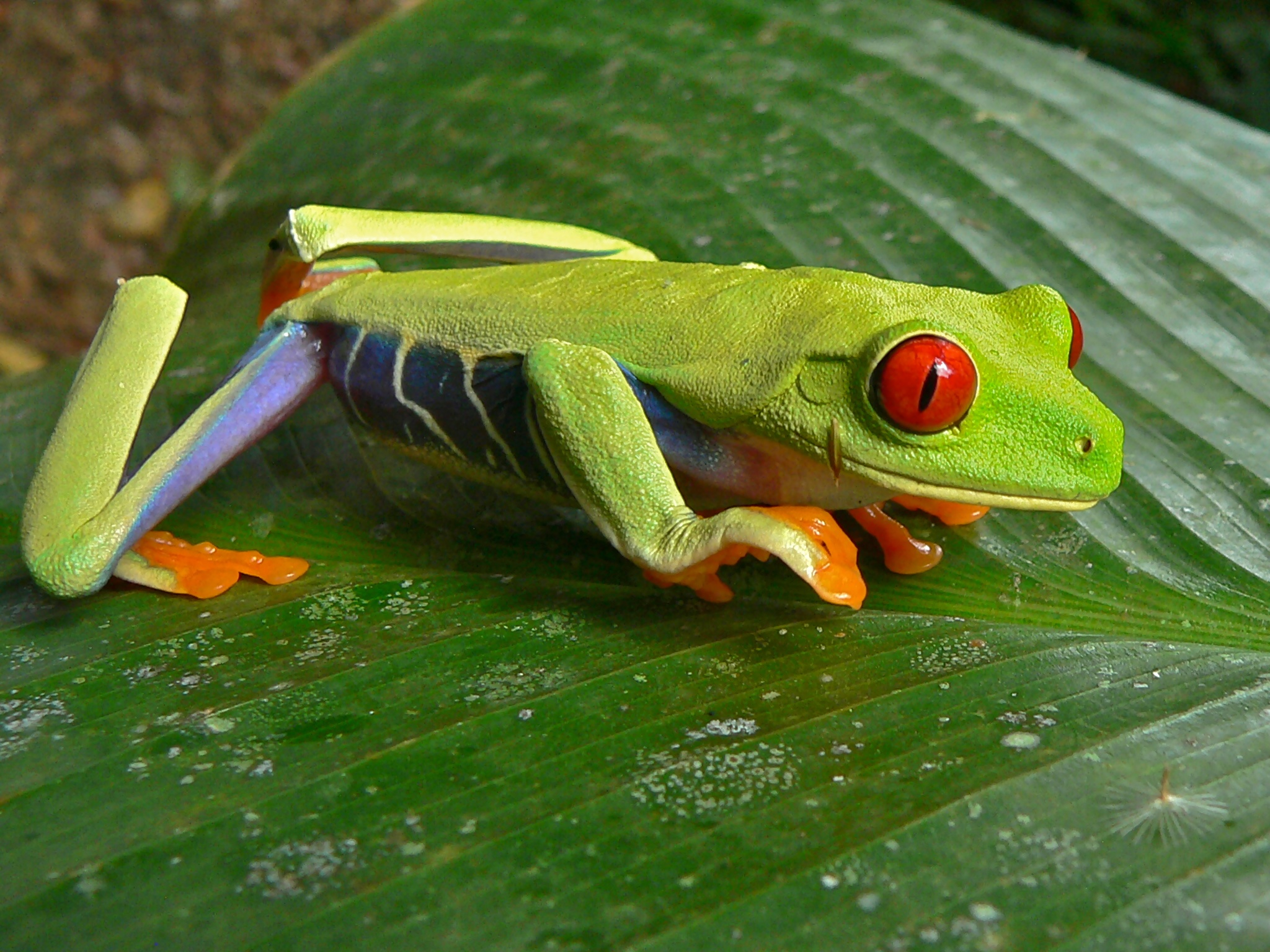
Agalychnis callidryas (Parc national de Tortuguero, Costa Rica)
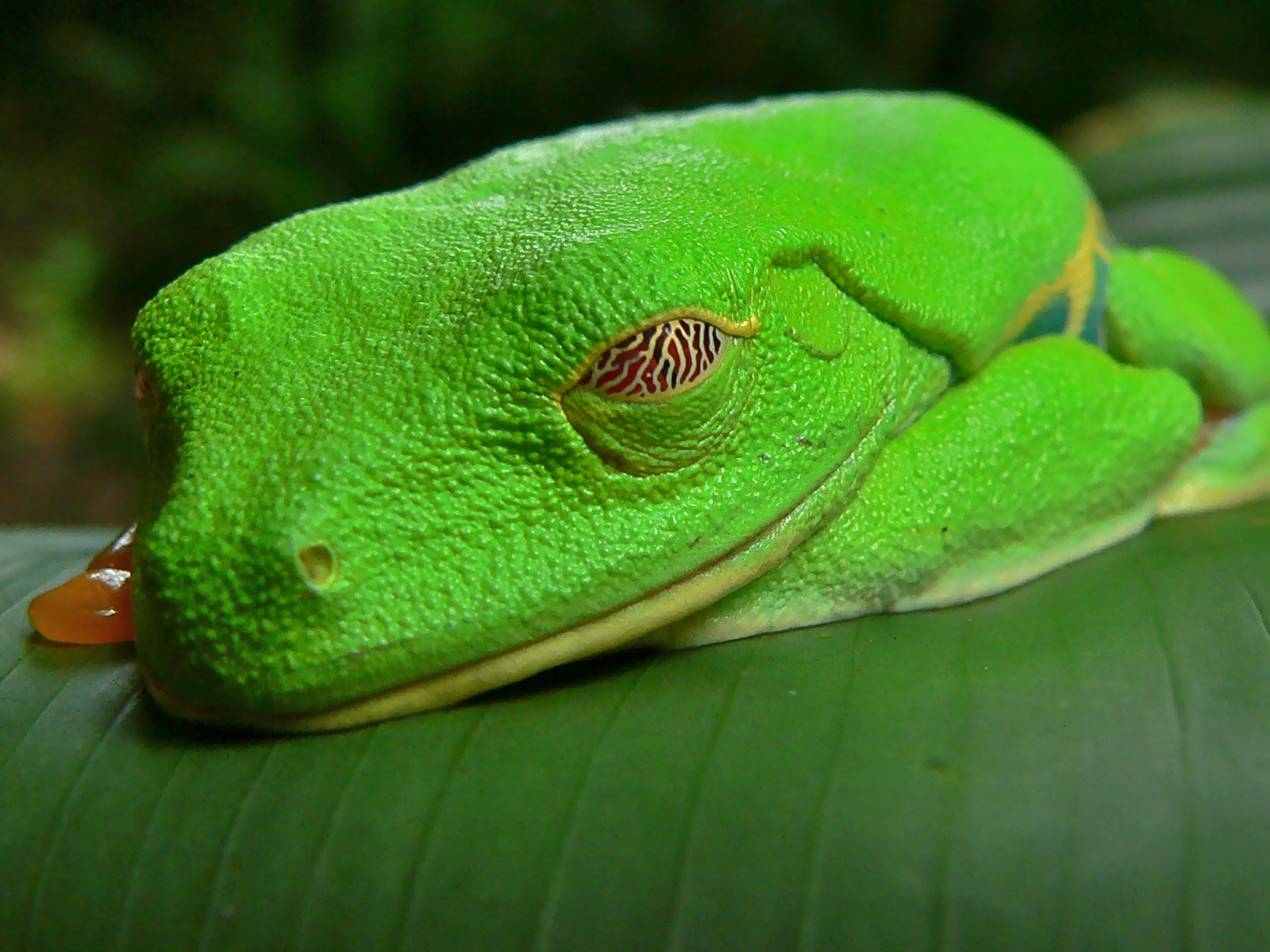
Détail de l’œil

### Mouvement des yeux de la grenouille
Les yeux de la grenouille sont globuleux quand elle est réveillée. Ils s'enfoncent dans sa bouche pendant son sommeil. C'est également ce mouvement de haut vers le bas des yeux qui permet à la grenouille d'avaler, la nourriture étant poussée par le bas des yeux.
La grenouille possède trois paires de paupières, une première transparente s'ouvre et se ferme pour humidifier l'œil. Une seconde opaque n'est fermée que quand la grenouille ferme les yeux, elle est maintenue en position ouverte le reste du temps. Enfin une paupière de nuit, dite membrane nictitante protège l'œil en position rentrée. Celle-ci plus rigide protège mieux mais n'est pas totale.

## Aire de répartition
Cette espèce se rencontre du niveau de la mer jusqu'à 1 325 m d'altitude dans les forêts des basses-terres :
- au Mexique, dans les États de Veracruz, d'Oaxaca, du Chiapas, du Tabasco, de Campeche, du Yucatán et du Quintana Roo,
- au Belize ;
- au Guatemala ;
- au Honduras ;
- au Nicaragua ;
- au Costa Rica ;
- au Panama ;
- en Colombie, dans le département de Chocó.

Elle est surtout présente le long de la côte de la mer des Caraïbes.

## Reproduction
Les têtards mesurent jusqu'à 48 mm et sont gris olivâtre.

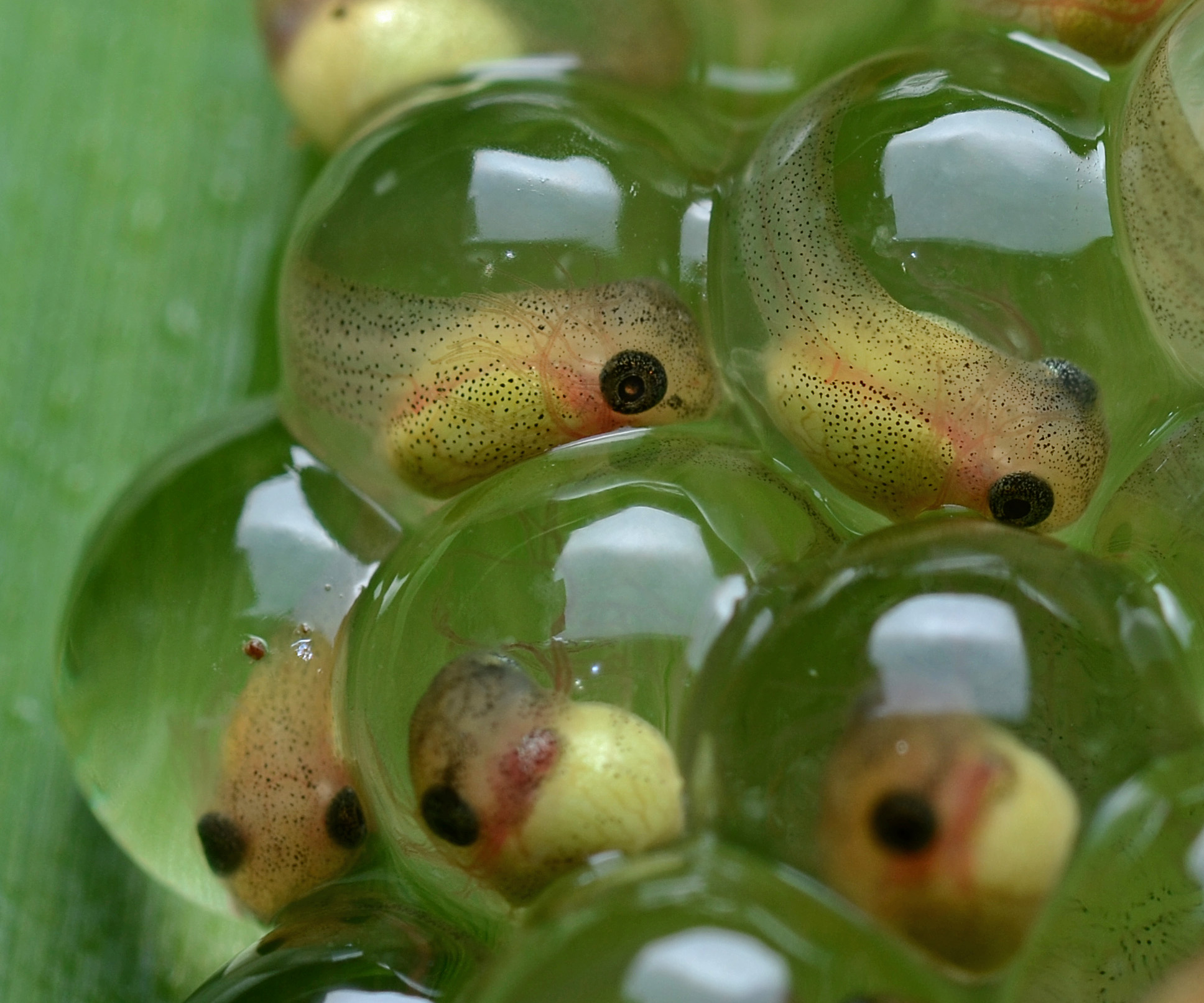
Têtards de rainettes aux yeux rouges.
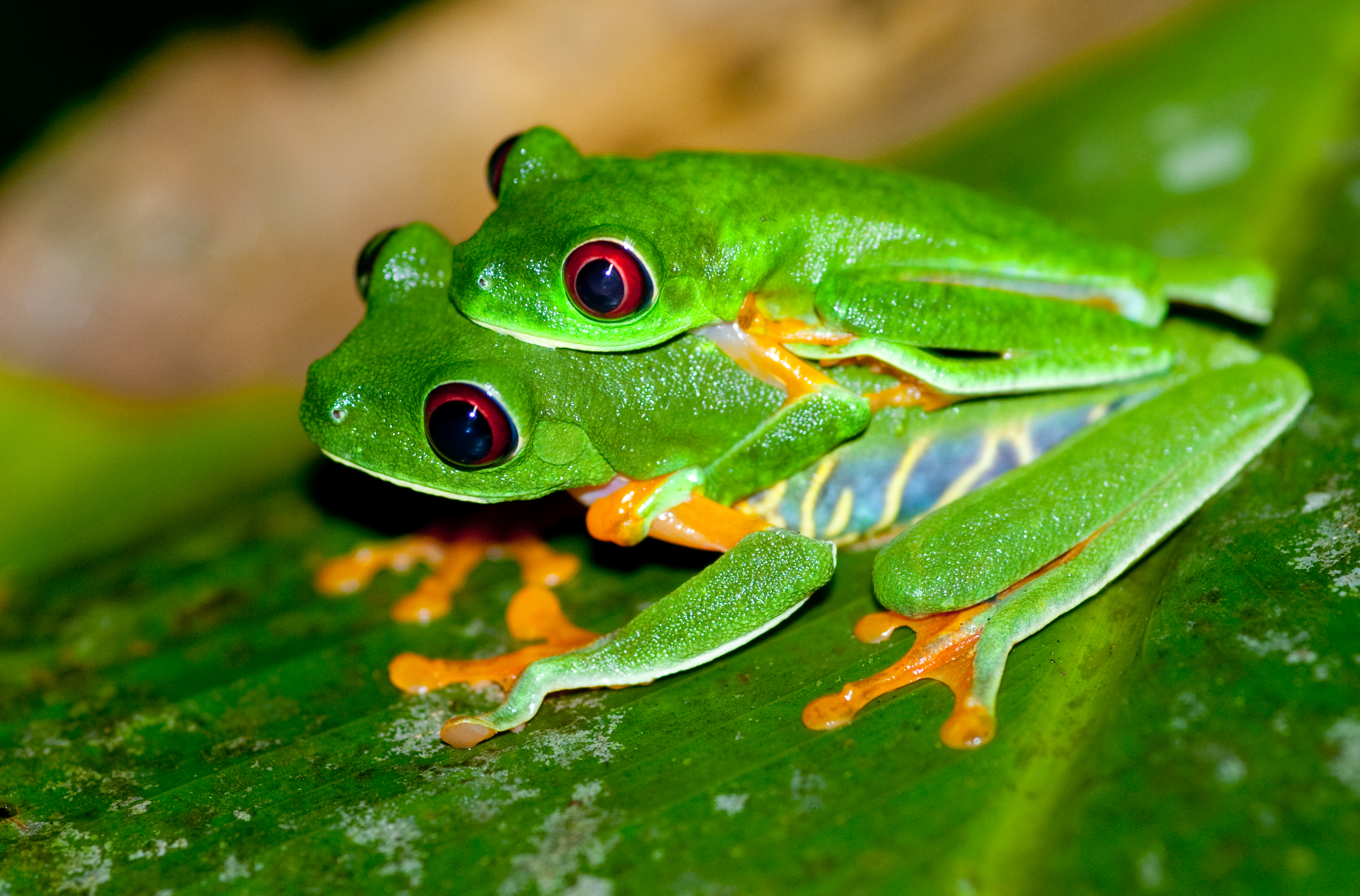
Couple de rainettes aux yeux rouges.
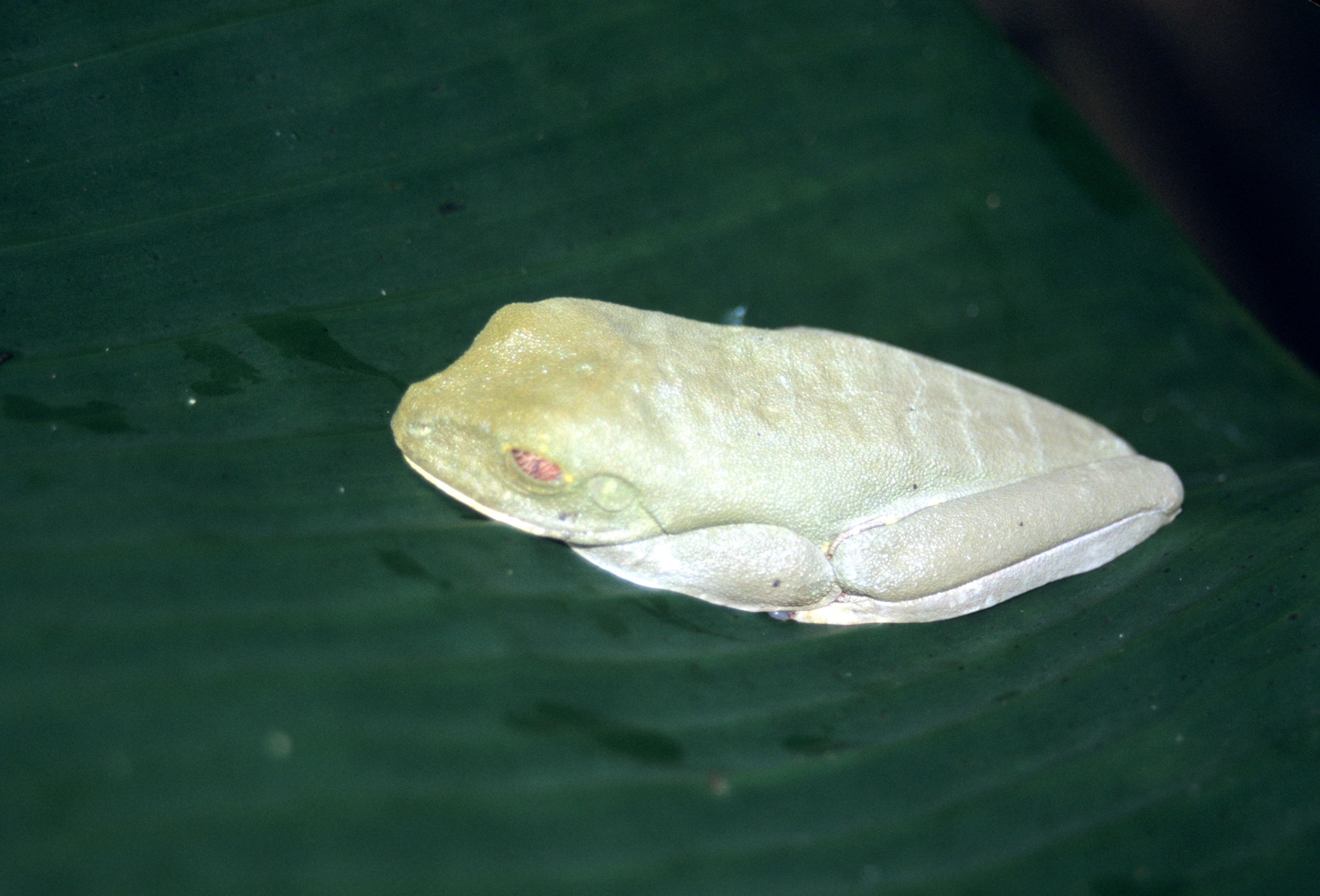
Rainette aux yeux rouge en mode camouflage.

### Plasticité phénotypique
Les embryons de la rainette aux yeux rouges ont démontré une plasticité phénotypique, leur permettant d'éclore de manière précoce en réponse à un danger pour se protéger. Des expériences ont montré qu'en cas d'attaque de la part de serpents (Leptodeira), les œufs avaient éclos rapidement, permettant aux têtards de leur échapper et de rejoindre l'eau, où leurs chances de survie sont plus élevées.

## Publication originale
- (en) Cope, 1862 : Catalogues of the Reptiles Obtained during the Explorations of the Parana, Paraguay, Vermejo and Uraguay Rivers, by Capt. Thos. J. Page, U. S. N.; And of Those Procured by Lieut. N. Michler, U. S. Top. Eng., Commander of the Expedition Conducting the Survey of the Atrato River. Proceedings of the Academy of Natural Sciences of Philadelphia, vol. 14, p. 346-359 (texte intégral).